# Ala I Ulpia Dacorum
Die Ala I Ulpia Dacorum (deutsch 1. Ala die Ulpische der Daker) war eine römische Auxiliareinheit. Sie ist durch Inschriften und Arrians Werk Ἔκταξις κατὰ Ἀλάνοον belegt.

## Namensbestandteile
- Ulpia: die Ulpische. Die Ehrenbezeichnung bezieht sich auf Kaiser Trajan, dessen vollständiger Name Marcus Ulpius Traianus lautet.

- Dacorum: der Daker. Die Soldaten der Ala wurden bei Aufstellung der Einheit aus dem Volk der Daker auf dem Gebiet der römischen Provinz Dacia rekrutiert.

Da es keine Hinweise auf den Namenszusatz milliaria (1000 Mann) gibt, war die Einheit eine Ala quingenaria. Die Sollstärke der Ala lag bei 480 Mann, bestehend aus 16 Turmae mit jeweils 30 Reitern.

## Geschichte
Die Ala wurde durch Trajan (98–117) vermutlich nach den Dakerkriegen aufgestellt. Zu einem unbestimmten Zeitpunkt wurde die Einheit in die Provinz Cappadocia verlegt, möglicherweise aufgrund des Partherkriegs von Trajan. Die Einheit war Teil der Streitkräfte, die Arrian für seinen Feldzug gegen die Alanen (Ἔκταξις κατὰ Ἀλάνοον) um 135 n. Chr. mobilisierte. Arrian erwähnt in seinem Bericht eine Einheit, die er als ἡ εἴλη τῶν Γετῶν bezeichnet.
Letztmals erwähnt wird die Einheit in der Notitia dignitatum mit der Bezeichnung Ala prima Ulpia Dacorum für den Standort Suissa. Sie war Teil der Truppen, die dem Oberkommando des Dux Armeniae unterstanden.

## Standorte
Standorte der Ala in Cappadocia waren:
- Suissa: Die Einheit wird in der Notitia dignitatum für diesen Standort aufgeführt.

## Angehörige der Ala
Folgende Angehörige der Ala sind bekannt:

### Kommandeure
| - C(aius) Iulius Erucianus Crispus, ein Präfekt (CIL 3, 1333) | - M(arcus) Clu[] Severus (CIL 11, 558) |

### Sonstige
- [],[A 2] ein Reiter (CIL 3, 5044)